# 秋山收
- 秋山収

秋山 收（あきやま おさむ、1940年11月21日 - ）は、日本の通産官僚。内閣法制局総務主幹、内閣法制局第四部部長、内閣法制局第二部部長、内閣法制局第一部部長、内閣法制次長、内閣法制局長官、財団法人新エネルギー財団会長などを歴任した。東京府出身。
1963年から通商産業省で、通商政策局通商調査課、機械情報産業局計量課、貿易局為替金融課、産業政策局調査課にて、それぞれ課長を務めた。のちに内閣法制局に出向し、総務主幹を経て、第四部、第二部、第一部にてそれぞれ部長を務めるなど、要職を歴任した。1999年には内閣法制次長に就任した。2002年には津野修の後任として内閣法制局長官に就任し、第1次小泉内閣から第2次小泉内閣にかけて同職を務めた。退職後は新エネルギー財団の会長を務めた。

## 政策・主張
集団的自衛権の行使
内閣法制局長官在任中の第2次小泉政権下の2004年6月1日、集団的自衛権行使に抵触する可能性から多国籍軍への参加はできないとの従来の内閣法制局の見解（政府見解）から、参議院イラク復興支援・有事法制特別委員会では、多国籍軍の任務に武力行使を伴うものと伴わないものとを区分けして、イラクでの多国籍軍への自衛隊参加は「決議の内容、多国籍軍の目的、任務、態勢など具体的な事実関係に沿って、わが国としては武力行使せず、他国の武力行使と一体化しないことが確保されれば自衛隊の参加は憲法上問題ない」と一転、限定した形で容認した。
内閣法制局長官の国会答弁
内閣法制局長官退任後、鳩山由紀夫内閣が内閣法制局長官を政府特別補佐人から外す方針を表明すると「国会のことは、国会で決めてやればいい。問題なければ、それはそれでいいし、問題があるようなら、見直せばいい」とコメントしている。ただ、「憲法解釈を含む法律上の問題については、従来通り、内閣法制局がきちんと内閣をサポートしているようだ」と指摘したうえで「そうした実態が大事なのであって、形式はあまり問題ではない」と述べるなど、長官の国会答弁の適否を論じることよりも、内閣に対し局が適切に支援しているか否かを重要視している。
憲法解釈の変更
憲法解釈の変更について「なぜ解釈変更するか、どの範囲でやるか、規定の条文との整合性はどうか、なぜ変える必要があるのか、という問いに対する合理的な説明が必要」と述べている。そのうえで、日本国憲法第9条に関する憲法解釈については「9条の解釈に対し、現状にあっていない、不満がある、というのなら、立法府として9条を変えるよう立法措置を講じるのが筋」と指摘している。

## 家族・親族
父の秋山龍は逓信官僚であり、のちに運輸省の事務次官を務めた。退官後は日本空港ビルデング、東京モノレール、ロイヤルパークホテルにてそれぞれ社長を務めるとともに、東京シティ・エアターミナルでは会長を務めるなど、実業家としても活動した。

## 略歴
- 都立日比谷高校卒業
- 1963年 東京大学法学部卒業。通商産業省入省
同期に、牧野力、高島章、川口融（福岡通商産業局長、原子力発電環境整備機構副理事長）、麻生渡、横堀恵一など
- 経済企画庁調整局調整課長補佐
- 外務省プレトリア総領事館領事（1972年-1975年）
- 1977年7月1日 通商産業省通商政策局通商調査課長
- 1978年7月1日 通商産業省機械情報産業局計量課長
- 1979年9月1日 内閣法制局第四部参事官
- 1984年6月19日 通商産業省貿易局為替金融課長
- 1986年6月10日 通商産業省産業政策局調査課長
- 1986年10月1日 内閣法制局総務主幹
- 1988年1月8日 内閣法制局第四部長
- 1989年8月18日 内閣法制局第二部長
- 1996年1月16日 内閣法制局第一部長
- 1999年8月31日 内閣法制次長
- 2002年8月8日 内閣法制局長官
- 2004年8月31日 依願免官
- 新エネルギー財団会長
- 2007年6月 王子製紙取締役[6]
- 2012年10月 王子ホールディングス取締役
- 2015年6月 王子ホールディングス取締役退任[7]